# Château de la Madeleine
Pour les articles homonymes, voir Château de la Madeleine (homonymie).
Le château de la Madeleine est un château fort situé dans la commune française de Chevreuse dans le département des Yvelines, en région Île-de-France. En bon état de conservation, le château domine la vallée de Chevreuse. Il appartient au conseil départemental des Yvelines et héberge le siège du parc naturel régional de la Haute Vallée de Chevreuse.

## Localisation
Le château, qui surplombe la vallée de Chevreuse où coule l'Yvette, est situé sur la commune de Chevreuse, dans le département français des Yvelines.

## Historique

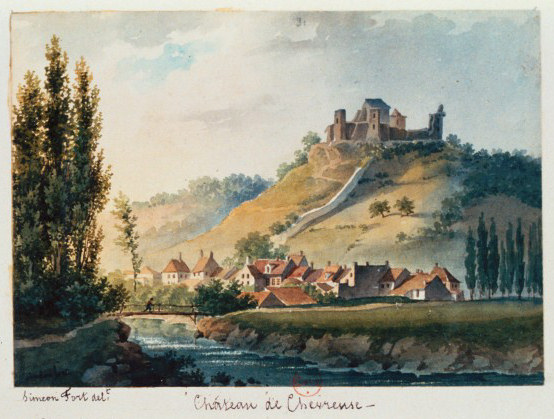
Le château au XIXe siècle, dessin de Siméon Fort.

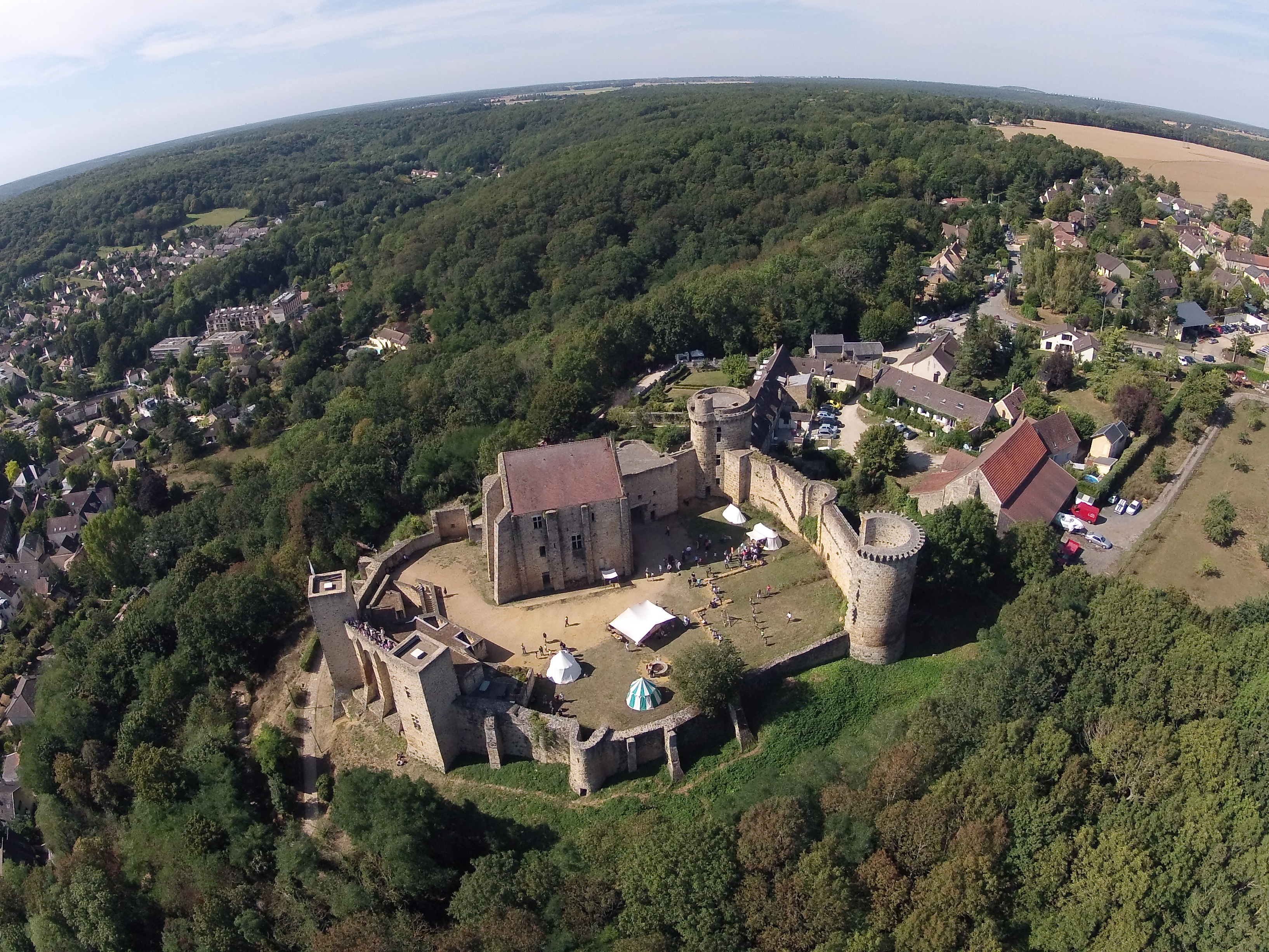
Vue aérienne du château, septembre 2012.

Le château est édifié par une branche des seigneurs de Montlhéry-Rochefort.
Les seigneurs de Chevreuse dédient la chapelle du château à sainte Madeleine et ce vocable s'est étendu au château lui-même.
Sa construction a commencé entre 1030 et 1090. Elle a été commandée par Gui Ier, seigneur de Chevreuse. Il s’agissait de défendre la ville de Chevreuse, victime de pillages. De cette époque, il ne subsiste probablement plus rien. La tour maitresse actuelle devait être précédée d'une tour en bois dont les fondations auraient été perçues lors de fouilles archéologiques.
Au XIe siècle, la haute-cour n’était sans doute entourée que d’une palissade en bois qui ne fut remplacée par des murailles de pierre qu’au XIIe siècle. Le donjon de pierre aurait été construit durant la seconde moitié du XIIe siècle (ou probablement à la fin du XIe siècle) ainsi que l'aula dont il ne subsiste aucun vestige en élévation. Un siècle plus tard, probablement sous le règne d’Anseau de Chevreuse, d’importantes modifications furent apportées au château, avec notamment la construction de mâchicoulis. La porte était protégée par des douves où l’eau était retenue par une digue et servait sans doute aux usages domestiques. Des ponts-levis permettaient la circulation des véhicules et des piétons.[réf. nécessaire]
En 1356, le château changea de mains : Ingerger le Grand, seigneur de Chevreuse et d’Amboise, est retenu prisonnier en Angleterre pendant la guerre de Cent Ans. Il est contraint de vendre son domaine pour payer sa rançon. Pierre de Chevreuse († 1393) le racheta et l'agrandit.[réf. nécessaire]
Les fortifications existantes furent grandement améliorées sous les règnes de Charles V et de Charles VI, qui financèrent les travaux grâce aux impôts royaux. Les travaux furent achevés sous Louis XI (1461-1483). Tout comme le château, la ville était elle aussi fortifiée : on construit un rempart crénelé haut de 3,50 mètres et muni de tourelles. Les défenses étaient complétées par un fossé de 15 mètres. La baronnie de Chevreuse, qui avait été élevée en duché en 1545, est élevée en duché-pairie en 1612.[réf. nécessaire]
Au XVIIe siècle, vers 1661, Jean Racine supervisa des modifications du donjon ; le chemin qui va de l’abbaye de Port-Royal des Champs jusqu’au centre-ville de Chevreuse en passant par le château de la Madeleine a été baptisé de son nom. La rue qui permet d'accéder au château et qui est appelée « la côte de la Madeleine » est officiellement dénommée le « Chemin de la butte des vignes » car le coteau exposé au sud, sous le château de la Madeleine, était couvert de vignes jusqu'à l'arrivée du phylloxera en 1860.
Il semblerait que le donjon ait été partiellement restauré au XIXe siècle.
Les dernières modifications datent du XXe siècle. Au cœur du château a été édifiée la maison du parc naturel régional de la Haute Vallée de Chevreuse dont l’architecture moderne s'insère dans la cour intérieure tout en utilisant des salles anciennes, grâce à l’utilisation de la meulière.[réf. nécessaire]

## Description

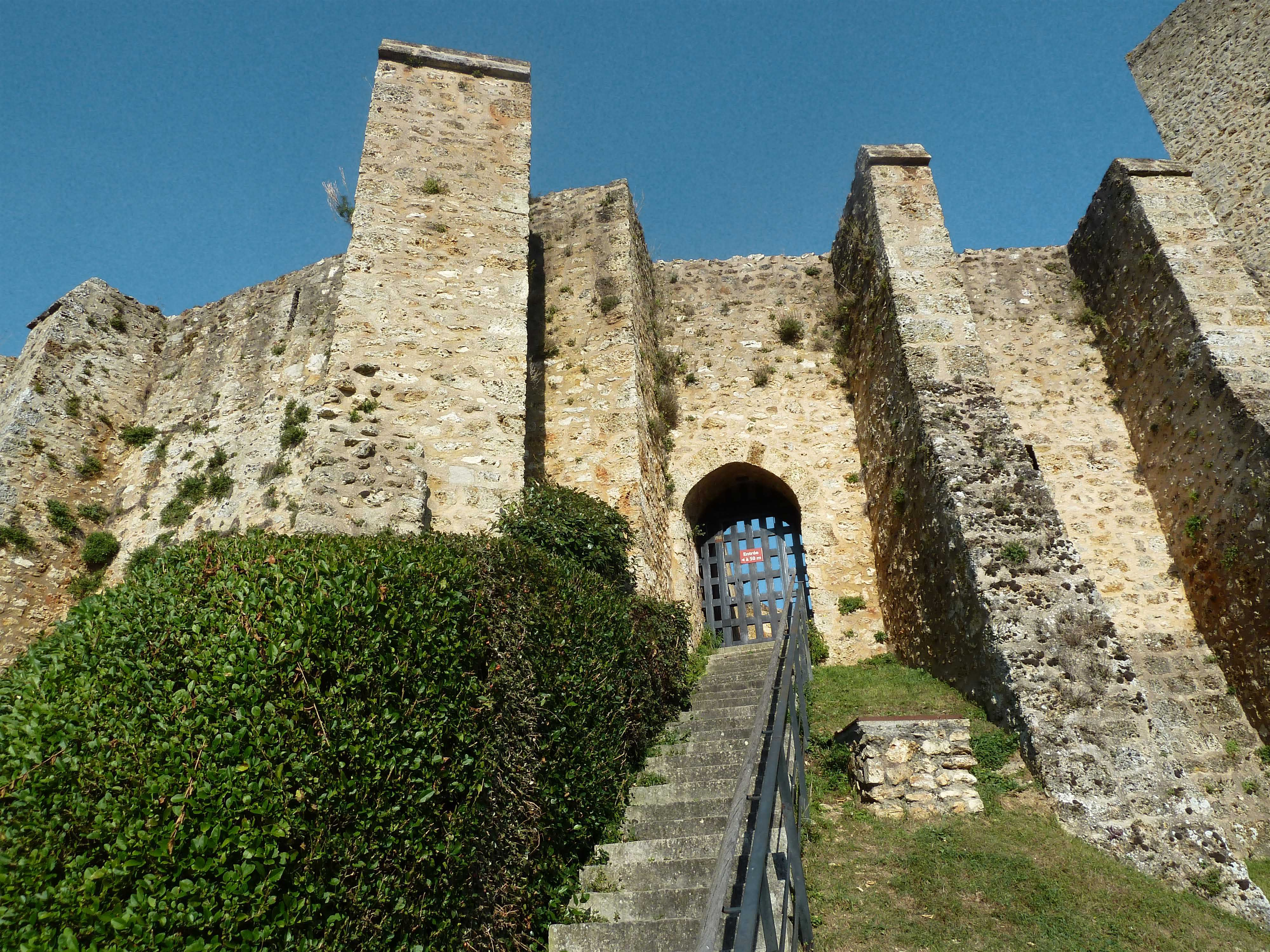
Entrée sud du château.

Le château se présente sous la forme d'une enceinte, construite postérieurement au donjon, et complétée au XIVe siècle, qui mesure 70 m sur son grand axe perpendiculairement à la ligne de crête, et 50 m en largeur. Elle enserre complètement la tour maîtresse et est précédée du côté plateau par un important fossé en retour vers la vallée à l'est et à l'ouest par un ravin naturel. À noter que le bourg eut sa propre enceinte, dont il ne subsiste rien.
Les vestiges intacts visibles en haute-cour sont les suivants : 
- une enceinte complète avec deux tours carrées à l’est, face au village ;
- la porte principale entourée de deux tours. Le fronton en pierre s’est écroulé et a été remplacé par un linteau en bois ;
- deux tours rondes dont l’une est semi-circulaire et l’autre surmontée d’une tourelle de guet ;
- un donjon à contreforts plats dont il reste de petites fenêtres ou ouvertures du XIe siècle et sur l’autre façade des fenêtres du XIVe ou du XVe siècle ;
- un puits du XVe siècle ;
- des mâchicoulis au sommet des remparts.

Il est possible de visiter gratuitement la haute-cour du château. La basse-cour est divisée en plusieurs parcelles privées qui ne sont pas ouvertes au public. On accède à la maison du parc naturel régional de la Haute Vallée de Chevreuse par l'ouverture de l'ancien pont-levis.
Pour anecdote, la cour du château servit de lieu de tournage en extérieur pour la série Kaamelott.

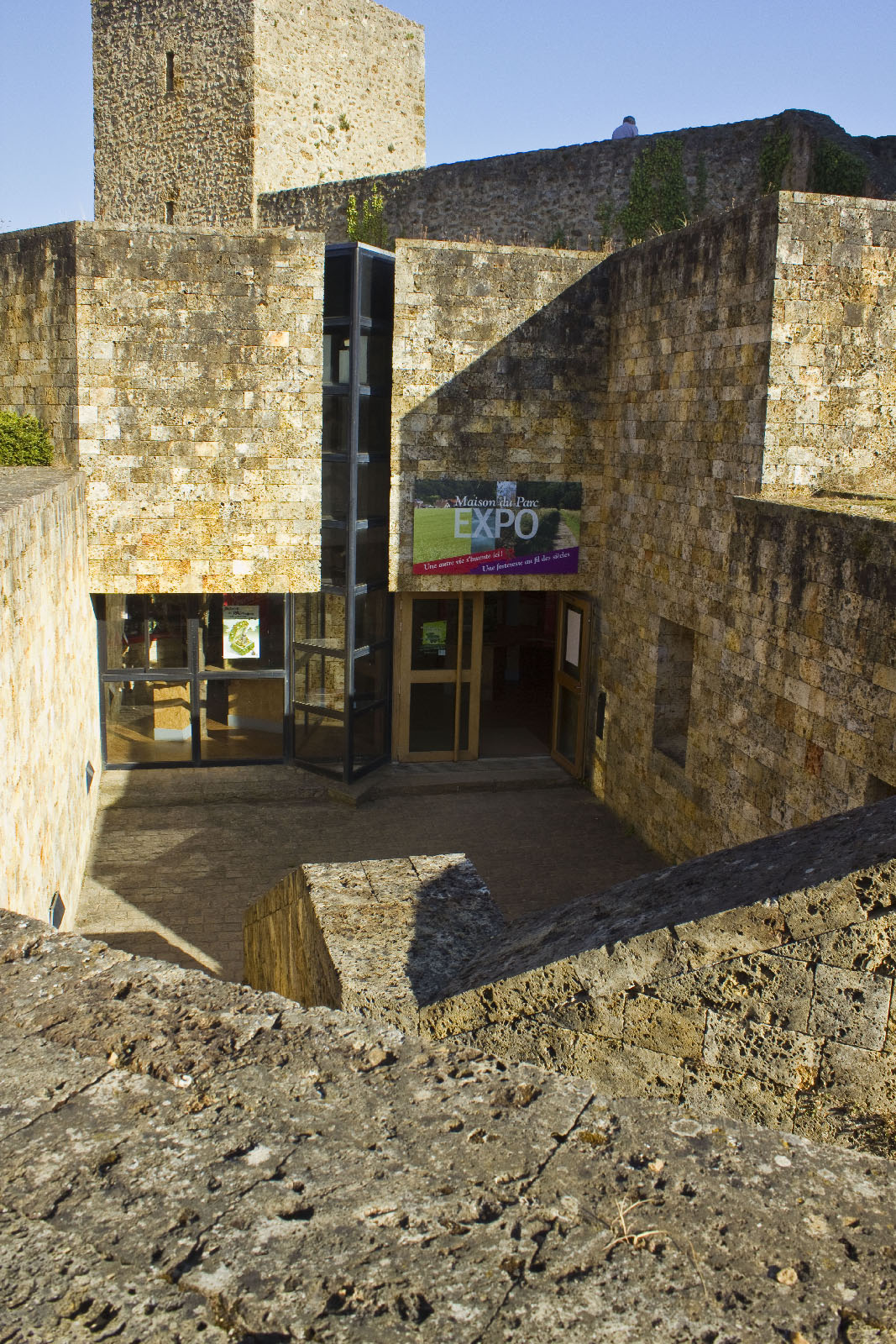
Maison du parc.
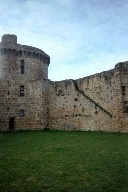
Tour circulaire.
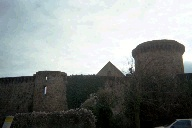
Extérieurs de la tour.
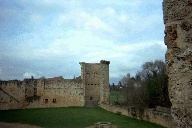
Cour et tour semi-circulaire.